# Piazzi Smyth (Mondkrater)
Piazzi Smyth ist ein kleiner Einschlagkrater auf der nördlichen Mondvorderseite in der Ebene des Mare Imbrium. Im Südosten liegt der Mons Piton, im Osten der Rand des Mare Imbrium mit den Montes Alpes und dem Krater Cassini. Im Süden liegt Aristillus und im Südwesten der kleine Krater Kirch.
Der Krater ist schalenförmig und der Rand nur wenig erodiert.
| Buchstabe | Position          | Durchmesser | Link |
| --------- | ----------------- | ----------- | ---- |
| B         | 40,51° N, 3,39° W | 4 km        |      |
| M         | 45,07° N, 4,27° W | 2 km        |      |
| U         | 40,86° N, 2,79° W | 3 km        |      |
| V         | 40,9° N, 4,79° W  | 8 km        |      |
| W         | 42,24° N, 1,89° W | 3 km        |      |
| Y         | 42,83° N, 3,47° W | 4 km        |      |
| Z         | 42,13° N, 4,61° W | 3 km        |      |

Der Krater wurde 1935 von der IAU nach dem schottischen Astronomen Charles Piazzi Smyth offiziell benannt.